# Escuminac
Escuminac es un municipio canadiense situado en la provincia de Quebec.

## Superficie
Escuminac tiene una superficie de 108,7 km².

## Demografía
En 2021, tenía 575 habitantes, una densidad poblacional de 5,3 hab./km², y 317 viviendas.